# Trialeurodes packardi
Trialeurodes packardi är en insektsart som först beskrevs av Morrill 1903.  Trialeurodes packardi ingår i släktet Trialeurodes och familjen mjöllöss. Inga underarter finns listade i Catalogue of Life.